# Ingeborg Johansen
Ingeborg Johansen (* 26. September 1896; † 23. Januar 1986) war eine dänische Autorin. Sie schrieb auch unter den Pseudonymen Harriet Holm und Helene Paider.
Unter dem Pseudonym Harriet Holm veröffentlichte Ingeborg Johansen 1916 erstmals einige Novellen in der Sorø Amtstidende. Ihr Debüt als Romanautorin machte sie im folgenden Jahr mit Den røde Villa (Die rote Villa).
Ingeborg Johansen übersetzte zudem diverse Werke von Ivan Turgenjew ins Dänische.
Deutsche Übersetzungen ihrer Werke existieren bislang noch nicht.

## Auszeichnungen
- 1949 – Herman Bangs Vermächtnislegat
- 1967 – Statens Kunstfond, Newcomer-Preis
- 1970 – Statens Kunstfond, Donation von 5.000Kr für den Roman Fra arken til det nye land (Von der Arche bis zum neuen Land)

| Personendaten    | Personendaten               |
| ---------------- | --------------------------- |
| NAME             | Johansen, Ingeborg          |
| ALTERNATIVNAMEN  | Harriet Holm, Helene Paider |
| KURZBESCHREIBUNG | dänische Autorin            |
| GEBURTSDATUM     | 26. September 1896          |
| STERBEDATUM      | 23. Januar 1986             |